# Stanislav Zore
Stanislav Zore, O.F.M. (Znojile, 7 de setembro de 1958) é um prelado esloveno da Igreja Católica, arcebispo de Ljubljana.

## Biografia
Realizou seus estudos filosófico-teológicos na Faculdade de Teologia de Ljubljana. Em 4 de outubro de 1984 fez os votos solenes na Ordem dos Frades Menores.
Foi ordenado padre em 29 de junho de 1985, pelo arcebispo Alojzij Šuštar. Foi vigário paroquial, pároco, reitor do Santuário Nacional de Brezje e de Sveta Gora, guardião em várias fraternidades e mestre de noviços. De 1998 a 2004 exerceu o primeiro mandato como Ministro Provincial da Província de Santa Cruz na Eslovênia. Foi pela segunda vez Ministro provincial de sua Ordem (de 2011 a 2014) e Presidente da Conferência de Religiosos e Religiosas da Eslovênia (KORUS).
Foi nomeado pelo Papa Francisco como arcebispo de Ljubljana em 4 de outubro de 2014 e foi consagrado em 23 de novembro, na Catedral de São Nicolau de Luibliana, por Juliusz Janusz, núncio apostólico na Eslovênia, assistido por Andrej Glavan, bispo de Novo Mesto e por Stanislav Lipovšek, bispo de Celje.
Em 2015, ele foi um dos líderes dos opositores da lei sobre o casamento entre pessoas do mesmo sexo na Eslovênia, que o referendo esloveno de 2015 recusou..
Em 13 de março de 2017 foi eleito na 99ª Sessão Ordinária como presidente da Conferência Episcopal da Eslovênia, cargo exercido até 14 de março de 2022.